# Aplicación semilineal
En álgebra lineal, particularmente geometría proyectiva, una aplicación semilineal entre dos espacios vectoriales V and W sobre un cuerpo K es una función que es "más o menos" una aplicación lineal, es decir, hay una peculiaridad, que es un automorfismo de K. Explícitamente, es una función T : V → W que es:
- aditiva respecto a vectores: {\displaystyle T(v+v')=T(v)+T(v')}
- existe un automorfismo σ tal que {\displaystyle T(\lambda v)=\sigma (\lambda )T(v)}.

Si el dominio y el codominio son el mismo espacio (T : V → V), se le puede llamar transformación semilineal.

## Definición
Una aplicación f : V → W para espacios vectoriales V y W sobre cuerpos K y L respectivamente es σ-semilineal, o simplemente semilineal, si existe un homomorfismo σ : K → L tal que para todo x, y en V y todo λ in K se satisface que:
1. {\displaystyle f(x+y)=f(x)+f(y),}
2. {\displaystyle f(\lambda x)=\sigma (\lambda )f(x).}